# آيت لحسن ألحيى (آيت بومزيل أزغار)
آيت لحسن ألحيى هو دُوَّار يقع بجماعة البرج، إقليم خنيفرة، جهة بني ملال خنيفرة في المملكة المغربية. ينتمي الدوّار لمشيخة آيت بومزيل أزغار التي تضم 7 دواوير. يقدر عدد سكانه بـ 72 نسمة حسب الإحصاء الرسمي للسكان والسكنى لسنة 2004.

## وصلات خارجية
- البوابة الوطنية للجماعات الترابية
- المندوبية السامية للتخطيط